# 丁庭宇
丁庭宇（1954年—）是一位臺灣政治人物、社會學家。

## 生平
1977年毕业于國立臺灣大學社会学系学士学位，1981年毕业于密歇根大学社会学系硕士学位，1983年毕业于密歇根大学社会学系博士学位。1983年至1985年担任国立政治大学副教授，1986年至1988年担任堪萨斯州立大学助理教授。1985年至1997年担任國立臺灣大學副教授。2011年至2014年担任台北市副市长。